# アメノ
アメノは、日本出身の漫画家、イラストレーター。徳島県出身。

## 略歴
2018年7月、pixivコミック月例賞の大賞を受賞。
白泉社『死神憑きの天宮さん』で漫画家デビュー。
2019年よりスクウェア・エニックス『ガンガンpixiv』にて『ヤクザの大親分が幼女に生まれ変わった話』を連載。

## 作品リスト
- 『死神憑きの天宮さん』白泉社〈花とゆめコミックス〉全3巻
- 『ヤクザの大親分が幼女に生まれ変わった話』スクウェア・エニックス〈ガンガンコミックスpixiv〉全4巻（『ガンガンpixiv』2019年8月3日 - 2023年4月1日）
- 『HiGH&LOW THE WORST鳳仙学園日誌』秋田書店〈少年チャンピオン・コミックス〉全1巻[1]（原作：髙橋ヒロシ/HI-AX、『月刊チャンピオン』2020年5月号 - 2020年11月号）
- 『思春期男子はどうかしている。』KADOKAWA〈電撃コミックスNEXT〉全3巻（『月刊コミック電撃大王』2022年2月号[2] - 2024年6月号）
- 『僕らが春を告げる頃』講談社〈KCデラックス〉既刊1巻（『なかよし』2024年12月号[3] - 連載中）
  1. 2025年3月13日発売[4][5]、ISBN 978-4-06-538803-7